# 路易莎·馬
路易莎·馬（英語：Louisa Ma，1994年11月26日—），澳大利亞女子羽毛球運動員。

## 簡歷
路易莎·馬隸屬維多利亞羽毛球學院，也是維多利亞州羽毛球隊及澳大利亞羽毛球隊隊員。她的國際賽成績大多來自大洋洲個人錦標賽及團體賽，曾獲得三次女單亞軍、二次女單季軍、二次女雙亞軍、一次女雙季軍。
2019下半年，路易莎開始四處征戰國際賽以積攢2020年東京奧運積分，女子單打世界排名曾在該年底進入前百。

## 主要比賽成績
只列出曾進入準決賽的國際賽事成績：
| 年份   | 賽事                         | 公開賽級別 | 項目     | 拍檔        | 成績   |
| ------ | ---------------------------- | ---------- | -------- | ----------- | ------ |
| 2011年 | 大洋洲青年羽毛球錦標賽       | 其他       | 女子單打 | －          | 季軍   |
| 2011年 | 大洋洲青年羽毛球錦標賽       | 其他       | 混合雙打 | 曹善凱      | 冠軍   |
| 2014年 | 大洋洲羽毛球錦標賽           | 其他       | 女子雙打 | Jacinta Joe | 亞軍   |
| 2015年 | 大洋洲羽毛球錦標賽           | 其他       | 女子雙打 | 陳煊渝      | 季軍   |
| 2017年 | 努美阿羽毛球國際賽           | 國際系列賽 | 混合雙打 | 曹善凱      | 準決賽 |
| 2018年 | 北港羽毛球國際賽             | 未來系列賽 | 女子單打 | －          | 亞軍   |
| 2018年 | 大洋洲羽毛球男女子團體錦標賽 | 其他       | 女子團體 | －          | 冠軍   |
| 2018年 | 大洋洲羽毛球錦標賽           | 其他       | 女子單打 | －          | 亞軍   |
| 2019年 | 大洋洲羽毛球錦標賽           | 其他       | 女子單打 | －          | 季軍   |
| 2019年 | 大洋洲羽毛球錦標賽           | 其他       | 女子雙打 | 蔣英姿      | 亞軍   |
| 2019年 | 大洋洲羽毛球混合團體錦標賽   | 其他       | 混合團體 | －          | 冠軍   |
| 2019年 | 毛里裘斯羽毛球國際賽         | 國際系列賽 | 女子單打 | －          | 準決賽 |
| 2019年 | 貝寧羽毛球國際賽             | 國際系列賽 | 混合雙打 | 羅必勝      | 亞軍   |
| 2019年 | 科特迪瓦羽毛球國際賽         | 國際系列賽 | 混合雙打 | 羅必勝      | 準決賽 |
| 2020年 | 大洋洲羽毛球錦標賽           | 其他       | 女子單打 | －          | 亞軍   |
| 2020年 | 大洋洲羽毛球男女子團體錦標賽 | 其他       | 女子團體 | －          | 冠軍   |
| 2022年 | 大洋洲羽毛球錦標賽           | 其他       | 女子單打 | －          | 亞軍   |
| 2023年 | 大洋洲羽毛球錦標賽           | 其他       | 女子單打 | －          | 季軍   |
| 2023年 | 大洋洲羽毛球混合團體錦標賽   | 其他       | 混合團體 | －          | 冠軍   |

| 2007-2017年 | 首要超級賽 | 超級賽 | 黃金大獎賽 | 大獎賽 | 國際挑戰賽 | 國際系列賽 | 未來系列賽 | 其他 |

| 2018-2026年 | 總決賽 | 超級1000賽 | 超級750賽 | 超級500賽 | 超級300賽 | 超級100賽 | 國際挑戰賽 | 國際系列賽 | 未來系列賽 | 其他 |

## 外部連結
- 路易莎·馬在BWFBadminton.com（英语）
- 路易莎·馬在BWF.TournamentSoftware.com（英语）
- 路易莎·馬在Flashscore（英语）